# Chibiusa
Chibiusa (ちびうさ), ou Chibi-usa é uma personagem fictícia da série de mangá Sailor Moon criada por Naoko Takeuchi. Ela foi introduzida no capítulo 14, "Conclusion and Commencement, Petite Étrangere", publicado na revista Nakayoshi em 3 de fevereiro de 1993. Chibiusa é uma garotinha do século 30 que volta ao passado para procurar ajuda das Sailor Soldiers. Ela retorna mais tarde, alguns anos mais velha, como uma aprendiz de Sailor—Sailor Chibi Moon (セーラーちびムーン, Sērā Chibi Mūn).
O nome de nascimento de Chibiusa é Princess Usagi Small Lady Serenity (うさぎSLセレニティ, Usagi SL Sereniteĭ), mas no século XX ela recebe o apelido de Chibiusa Tsukino. É dado esse apelido para ela ser diferenciada de Usagi Tsukino, a Sailor Moon. O seu apelido é uma combinação de chibi (que significa pessoa pequena ou criança) e do seu prenome, Usagi.

## Perfil
A criadora de Chibiusa, Naoko Takeuchi, a descreve como uma garota sapeca, que gosta de pregar peças nos outros. Ela é filha de Neo-Queen Serenity e King Endymion. Seu nome é igual ao da sua mãe, por isso é apelidada de Chibiusa. É conhecida por ter cabelo cor de rosa preso de uma forma que se assemelha a orelhas de coelho.
Chibiusa é otimista, extrovertida e alegre. Embora seja bastante desajeitada para fazer novos amigos, ela rapidamente se torna popular entre seus colegas de classe. No mangá, ela se torna a presidente da classe. Sua timidez pode ser associada ao fato de que, no século 30, ela era rejeitada por não possuir nenhum poder Senshi. No mangá, ela amadurece gradualmente, tornando-se mais confiante consigo mesma e com suas habilidades Senshi. Isso é resultado de um sonho que teve, em que ela era uma linda dama, que realizava diversas atividades com seus poderes. Ela é bastante perfeccionista e gosta de fazer tudo sozinha, especialmente após perceber que a maturidade é o que realmente torna uma pessoa adulta. No anime, ela é mais mais temperamental e menos madura do que no mangá.
Ela sonha se tornar uma dama, para ter um príncipe e ser amiga de todos. Ela gosta das cores rosa e vermelho; suas comidas favoritas são pudins e panquecas e seu animal favorito é o coelho. A sua matéria favorita na escola é artes e a que menos gosta é línguas. Assim como Usagi, não gosta de cenoura. Chibiusa não gosta de arrumar a casa e tem medo de fantasmas, vampiros,  dentistas e agulhas. Ela também coleciona objetos relacionados a coelhos e pertence ao Comitê de Jardinagem da escola.
No capítulo 20 do mangá, é mencionado que Chibiusa tem 900 anos, o que justifica o fato dela ser mais esperta, madura e possuir uma personalidade mais séria que sua mãe adolescente no século XX. Sua aparência jovial é atribuída ao fato do seu corpo ter parado de se desenvolver quando ela tinha cinco anos. A razão disso nunca foi explicada, embora seu corpo comece a se desenvolver após ela se tornar Sailor Chibi Moon. No capítulo Dream, ela revela ter 902 anos. A exposição ao Cristal de Prata torna todos os habitantes de Tóquio de Cristal imortais. A sua idade exata nunca foi mencionada no anime, embora as velas do seu bolo de aniversário na fase R indicassem cinco anos. Quando retorna mais tarde, ela parecer ter cerca de 7 ou 8 anos.
Chibiusa teve muitos conflitos com Usagi Tsukino e Mamoru Chiba, pois não os identificou imediatamente como seus pais biológicos, apesar de ter consciência disso. Ela tem dificuldade de identificá-los como seus pais devido a diferença de personalidade entre eles no presente e no futuro. Ela trata de forma  diferente Usagi e Mamoru de King Endymion e Neo-Queen Serenity, sendo mais respeitosa com os últimos citados. Apesar disso, ela sempre chama seu pai adolescente de Mamo-chan, um apelido carinhoso dado a ele por Usagi. Ela tem uma paixão inocente por Mamoru, o que deixa Usagi furiosa. Ela sempre briga com Usagi por causa da sua distração. No filme Supers, ela descreve Usagi como "uma desajeitada, pateta e bebê chorão". Apesar das brigas, ambas se preocupam uma com a outra. No final das contas, elas se comportam mais como irmãs do que mãe e filha.

## Aspectos e formas
| Primeira aparição         |        |         |
| Forma                     | Mangá  | Anime   |
| Chibiusa                  | Ato 13 | Ep. 60  |
| Black Lady                | Ato 21 | Ep. 85  |
| Small Lady                | Ato 9  | Ep. 88  |
| Sailor Chibi Moon         | Ato 23 | Ep. 103 |
| Super Sailor Chibi Moon   | Ato 33 | Ep. 128 |
| Eternal Sailor Chibi Moon | Ato 42 | --      |
| Princess Lady Serenity    | Ato 42 | --      |

### Sailor Chibi Moon
Sailor Chibi Moon (ou Sailor Mini Moon na versão americana) é a identidade Senshi de Usagi "Chibiusa" Tsukino. Sua roupa lembra bastante a de Sailor Moon, embora seja da cor rosa e vermelho e possua pequenos detalhes, como corações e, mais tarde, luas e estrelas. Ao longo da série, ela recebe diversos títulos, como Sailor Princesa, Aprendiz de Sailor e Sailor em Treinamento.
No mangá, os poderes da Sailor Chibi Moon são significativos, capazes de destruir e eliminar os inimigos. Ela ataca em conjunto com Sailor Moon e,  muitas vezes, combina os ataques dela com os de Tuxedo Mask também. No final da série, é fortemente implícito que ela se casará com Helios.
No anime, ela é uma personagem mais cômica. Seus ataques não causam praticamente nenhum dano aos inimigos e, no final das contas, ela apenas utiliza técnicas de distração. Enquanto seus poderes são baseados nos de sua mãe, Sailor Moon, eles são mais parecidos com os de seu pai—distração, invés de ataques eficazes. Ela une seus poderes com os de seus pais nos filmes, mas não na série de televisão. É claro, porém, que ela possui um poder verdadeiro bruto, como visto no episódio 81 e as suas consequências na batalha final, onde ela usa o Cristal de Prata.
Como ela se torna cada vez mais forte, Sailor Chibi Moon ganha mais poder e isso é refletido pela mudança de roupa Senshi. A primeira mudança é vista pela primeira vez no Ato 33 do mangá, quando a Taça Lunar do futuro lhe permite se transformar em Super Sailor Chibi Moon (ou Super Sailor Mini Moon na versão americana). Mais tarde, Pegasus lhe dá um compacto que permite ela se transformar sem a taça. No episódio 128 do anime, este dom fez com que ela se tornasse Super Sailor Chibi Moon pela primeira vez. Um terceira forma só aparece no mangá, no Ato 42, sem nome, mas é analogada de Eternal Sailor Chibi Moon.

### Princess Usagi Small Lady Serenity
O nome Princess Usagi Small Lady Serenity muitas vezes é abreviado por seus familiares e amigos para Small Lady, sendo esse nome pelo qual Chibiusa é conhecida no futuro. Na dublagem pela DiC, o nome é inalterado na adaptação; porém, pelo estúdio Cloverway, é mudado para Little Lady.
No mangá, essa forma de Chibiusa aparece com mais frequência e recebe mais explicação. Dentre elas, que o seu nome apenas pode ser utilizado pela família real, amigos e aliados. Diana é quem na maioria das vezes a chama de Small Lady e usa títulos honoríficos que indicam que Chibiusa é uma princesa. Sua forma princesa também aparece no Artbooks IV e Materials Collection, no qual ela é desenhada, juntos com as outras Senshi, usando um vestido específico. Chibiusa usa um vestido rosa claro.
No anime, Chibiusa muda para a forma princesa quando ela precisa de mais poder, assim como seus pais podem se tornar Prince Endymion e Princess Serenity quando precisam do mesmo. Nessa forma, ela usa um vestido e joias idênticas aos de Princess Serenity. Isso acontece duas vezes, durante as batalhas finais da segunda e quarta temporada.
No Ato 40 do mangá, é afirmado que quando Chibiusa tiver uma determinada idade, ela se tornará Princess Lady Serenity. Essa forma é mostrada nos Artbooks IV e V, e nos sonhos de Helios. No final, quando o inimigo é derrotado e Helios volta a ser um humano , Chibiusa pensa consigo mesma que, quando crescer, quer que ele se torne seu príncipe. No anime, Princess Lady Serenity não é mostrada nem mencionada, embora uma Chibiusa mais velha apareça no episódio 158, quando ela e Usagi tem suas idades trocadas.

### Black Lady
Quando ela retorna ao futuro com Sailor Moon, Chibiusa se transforma  Black Lady (ブラック・レディ, Burakku Redi, ou Wicked Lady na versão americana), após ser raptada fora do Palácio. Wiseman se depara com uma Chibiusa solitária e que está se sentindo frustrada, por ter fracassado na tentativa de ressuscitar sua mãe. Assim, ele distorce suas memórias e faz ela obedecê-lo. Ele faz isso a culpando pelo que fez e dizendo que ninguém a ama. Wiseman faz Chibiusa sentir que seus pais não a queriam. Então, ele diz que irá tomar conta dela e eles se tornam aliados.
Infectada pelo poder do Cristal Negro, ela fica mais velha. Nessa forma, ela usa um vestido de cetim e organdi e os brincos do Clã Black Moon.
Sua história e personalidades são diferentes no anime e no mangá. No anime, Black Lady odeia sua família e as Sailor Senshi, tentando matá-las, porque não se sente amada. Ela também considera Luna-P, seu brinquedo, sua única amiga. No mangá, ela joga fora Luna-P após sua transformação, ridiculizando-o como um brinquedo infantil.
No anime, ela aparece pela primeira vez no episódio 85. Black Lady tenta matar Sailor Moon e Tuxedo Mask, mas é salva de sua ira por Sailor Moon, quem se transforma em Neo-Queen Serenity e abraça sua filha, permitindo que ela volte a ser Chibiusa. No mangá, ela aparece pela primeira vez no Ato 20. Nele, sua tristeza pela morte de Sailor Plutão destrói o poder de Wiseman sobre ela e as suas lágrimas ativam o Cristal de Prata, transformando-a pela primeira vez em Sailor Chibi Moon.

## Poderes especiais e itens
Desde a primeira aparição de Chibiusa, fica claro que ela não é uma garota normal: ela cai do céu, mira uma arma em direção a Usagi e hipnotiza a família Tsukino, para pensarem que ela faz parte da mesma. Todos esses "poderes" são dados por objetos e outras pessoas. Sua principal ferramenta é uma bola de borracha com cara de gato chamada Luna-P. Ela é um objeto mecânico, a qual Chibiusa considera sua amiga próxima e que age como a guardiã dela. Luna-P pode ser utilizada como um dispositivo de comunicação, além de se transformar em outros objetos que a garota precisa no momento após ser dita uma frase especial—"Abracadabra Pon" no mangá e "Luna-P Transform" ou "Luna-P Kitty Magic" no anime. Por ser uma princesa, a marca de lua crescente do Milênio de Prata aparece na testa de Chibiusa quando ela está em perigo. Ela é herdeira do Cristal de Prata do século 30.
Chibiusa viaja através do tempo usando a Space-Time Key, um presente dado a ela pela Sailor Pluto (no mangá, ela roubou o objeto dela).
Não é mostrado nenhum poder especial, até que ela se transforma em uma Sailor Senshi, ativando um dispositivo especial e gritando uma determinada frase. Na versão original, essa frase é "Moon Prism Power, Make-up!". No mangá, ela se torna uma Senshi no final do segundo arco da história, enquanto no anime, no terceiro arco.
No mangá, o primeiro ato de Sailor Chibi Moon é usar o Cutie Moon Rod do futuro (analogado como o Cutie Moon Rod de Sailor Moon do presente) para usar o "Moon Princess Halation" com Sailor Moon, destruindo o Death Phantom. Durante o terceiro arco da história, ela usa o seu próprio Moon Rod (chamado de Pink Moon Stick no anime) em conjunto com seu primeiro ataque solo, "Pink Sugar Heart Attack". No mangá, esse é um ataque eficaz, mas é praticamente inútil no anime, sendo usado principalmente para um efeito cômico. O seu dano é capaz de quebrar vidros.
No final do terceiro ato do mangá, ela ajuda Super Sailor Moon a transformar ela mesma em Super com o Holy Grail do futuro. Ela não é capaz de manter essa forma com sua própria força até o quarto arco da história, quando elas adquirem o poder de Pegasus para assumir as formas Super, dizendo: "Moon Crisis, Make-up!". No anime, é dessa forma que Chibiusa assume sua forma Super pela primeira vez. Além disso, ao longo da quarta temporada, ela e Sailor Moon compartilham uma única sequência de transformação.
Sailor Chibi Moon fica extremamente forte no quarto arco da história graças a Pegasus, que se escondia no Golden Mirror dos seus sonhos. Ele concede a ela uma nova transformação (junto a Sailor Moon, no anime) e lhe dá dois itens especiais, para entrar em contato com ele: Stallion Reve, para um comunicação simples e Crystal Carillon, para chamá-lo durante a batalha. Usando esse último, formado a partir do seu velho Pink Moon Stick, o qual ainda guarda o seu poder, ela chama Pegasus, gritando: "Twinkle Yell!". Isso permite que Sailor Moon dê seu golpe final. Além disso, apenas no anime Sailor Chibi Moon recebe o Golden Crystal, o qual ela usa para chamar o poder dos sonhos. No mangá, Chibiusa também possui o Deep Aqua Mirror, o talismã de Sailor Neptune, capaz de transporta-lá aonde está Neptune.
Junto com Tuxedo Mask, ela usa "Pink Sugar Tuxedo Attack", sendo que Sailor Moon utiliza ataques que se juntam a  esse, como "Rainbow Double Moon Heart Ache" e "Double Starlight Honeymoon Therapy Kiss". Apenas um desses é usado no anime: "Moon Gorgeous Meditation", que é mostrado apenas como uma potência conjunta. Utiliza-se o Kaleido Moon Scopes para ativar o ataque, item dado por Mamoru no mangá e por Pegasus no anime. Além disso, ela possui diversos ataques cômicos, como "Garlic Attack", em que ela chuta Sailor Moon e amplifica o som de seu choro em um nível extremo.
No final do quarto arco, o Cristal do Futuro se transforma no próprio Pink Moon Crystal de Chibiusa  e ela ganha a habilidade se transformar em sua terceira forma, a forma Senshi mais poderosa. Quando ela retorna para o futuro com seus guardiões, o Sailor Quartet, eles usam "Pink Ladies Freezing Kiss" juntos.

## Frases de transformação
- Moon Prism Power, Make Up!  (ムーン・プリズム・パワー・メイク・アップ!, Mūn purizumu pawā, meiku appu!) Pelo poder do prisma lunar, transformar![no anime Sailor Moon S] [no mangá arco Infinity - ato 27]
- Crisis, Make Up!  (クライシス・メイク・アップ!, Kuraishisu, meiku appu!) Poder crítico, transformar! [no mangá arco Infinity - ato 36] (Somente no mangá)
- Moon Crisis, Make Up! (ムーン・クライシス・メイク・アップ!, Mūn kuraishisu, meiku appu!) Duplo poder cósmico lunar! Ação! no original Poder crítico lunar, transformar! [Sailor Moon Super S] [no mangá arco Dream - ato 39]
- Pink Moon Crystal Power, Make Up! (ピンク・ムーン・クリスタル・パワー・メイク・アップ!, Pinku mūn kurisutaru pawā, meiku appu!) Pelo poder do cristal rosa lunar, transformar! [no mangá arco Star - ato 57] (Somente no mangá)

## Acessórios
- Luna-P Ball: Bola Luna-P
- Key of Space-Time: Chave do Espaço-Tempo
- Future Silver Crystal: Cristal de Prata do Futuro.
- Cutie Moon Rod: Gracioso Cetro Lunar. (Somente no mangá)
- Prism Heart Compact: Prisma do Coração Compacto.
- Pink Moon Rod: Cetro Lunar Rosa.
- Holy Grail: Santo Graal. (Somente no mangá)
- Chibi Moon Compact: Pequena Lua Compacta
- Chibi Moon Kaleidoscope: Caleidoscópio da Pequena Lua. (Somente no mangá)
- Crystal Carillon: Sino de Cristal.
- Golden Mirror: Espelho dourado. (Somente no anime)
- Stallion Reve: Cavalo dos sonhos (Somente no anime)
- Pink Moon Crystal: Cristal Rosa Lunar. (Somente no mangá)
- Eternal Tiare: Cetro Eterno. (Somente no mangá)

## Ataques de Sailor Chibi Moon
- Abracadabra Pon (arco: Black Moon - ato 17): Usado quando Chibiusa se sente triste, ela transforma a Luna P no que desejar. Usado somente no mangá.
- Luna-P Henge (Epi.60/R): Usado por Chibiusa para transforma a Luna P no objeto que desejar, como um guarda-chuva por exemplo. Usado somente no anime.
- Moon Princess Halation (arco: Black Moon - ato 26): em Português "Auréola da Princesa Lunar!". é quando Sailor Chibi Moon libera os poderes do "Cutie Moon Rod" emprestado por sua mãe, a Neo Queen Selenity para derrotar Dead Phantom. Mas é usado somente no mangá.
- Double Sailor Moon kick (Epi.107/S): em Português "Duplo Chute da Sailor Moon!". É quando Sailor Moon e Sailor Chibi moon dão um chute duplo no oponente. Usado somente no anime.
- Pink Sugar Heart Attack (Epi.121/S): em Português "Doce Coração Rosa Atacar!". Ataque produzido pelo "Pink Moon Stick", lança vários coraçõezinhos rosas, sem muito poder no anime, mas no mangá é muito forte.
- Pink Sugar Tuxedo Attack (especial do mangá Short Stories - vol 02 - O amor da princesa da neve Kaguya): em Português "Galante Açucar Rosa Atacar!". É um ataque duplo realizado junto com Tuxedo Mask. Aparece somente no mangá.
- Rainbow Double Moon Heart Ache (arco: Infinity - ato 37): em Português "Duplo Arco-íris do Coração Lunar... Disparar!". É um ataque duplo realizado junto com a Super Sailor Moon. Aparece somente no mangá.
- Twinkle Yell (arco: Dream - ato 39): em Português "Chamado Cintilante". Super Sailor Chibi Moon usa o Crystal Carillon para chamar por Pegasus.
- Moon Gorgeous Meditation (arco: Dream - ato 39): em Português "Sublime Meditação Lunar". É o ataque proferido por Sailor Chibi Moon com o báculo transformado por Pegasus, o "Chibi Moon Kaleidoscope". Usado somente no mangá e no filme Sailor Moon S: O buraco negro dos sonhos.
- Starlight Honey Moon Double Theraphy Kiss (especial do mangá Short Stories - vol 01 - O segredo da casa Hammer Price): em Português "Duplo Beijo Terapêutico da Lua de Mel... Estelar!". Ataque duplo produzido pelo "Eternal Tiare" realizado junto com Eternal Sailor Moon. Aparece somente no mangá.
- Pink Ladies Freezing Kiss (arco: Star - ato 57) em Português "Beijo Paralisante das Damas Rosas". Ataque realizado junto com as Sailors Quartet. Aparece somente no mangá.

## Desenvolvimento
Colocar a filha de Usagi na história de Sailor Moon foi uma ideia da editora de Naoko Takeuchi, Fumio Osano. Utilizar o nome Chibiusa como um diminutivo de Usagi também foi uma ideia dela. Takeuchi afirmou não ter pensado muito em como seria o cabelo de Chibiusa, além do bombom como o cabelo de Usagi e ser cor de rosa; e que ela utilizou uma boneca como referência do cabelo.
A primeira aparição de Chibiusa como uma Sailor Senshi é uma história paralela de um ano e meio antes de Sailor Chibi Moon aparecer no mangá. No primeiro Picture Diary, Chibiusa é resgatada por Sailor Moon e Sailor Vênus e sonha, naquela noite, em se tornar uma "guerreira do amor e da justiça". Ela se chama de "Sailor Chibiusa Moon" e aparece em uma roupa um pouco diferente do que usa mais tarde, que inclui até mesmo uma capa.
Takeuchi lutava para encontrar um nome para a Black Lady, inicialmente a chamando de "Black Queen" e mantendo uma aparência infantil. A autora também observou que o vestido de Black Lady deixava a perna mais a mostra no anime do que no mangá, algo que a fez pensar se estava indo longe demais nos seus desenhos da personagem.

## Intepretação
Na série original japonesa, Chibiusa é dublada por Kae Araki (quem dublou Usagi por alguns episódios, enquanto a dubladora original estava se recuperando, após ter seu apêndice removido). Misato Fukuen a dublou em Sailor Moon Crystal.
Na versão americana da série, a voz da personagem é fornecida por Tracey Hoyt (na fase R e filmes) e por Stephanie Beard (na fase S e Supers). Liz Wartenberg Brown foi quem dublou Wicked Lady.
No Brasil, a dubladora de Chibiusa foi Úrsula Bezerra, enquanto em Portugal a voz foi dada por Fernanda Figueiredo. Em  Sailor Moon Crystal, ela foi dublada por Sofia Brito em Portugal.
Nos musicais, Chibiusa foi intepretada por Ai Miyakawa, Mao Kawasaki, Tamaki Dia Shirai, Natsumi Takenaka, Ayano Gunji, Arisu Izawa, Kasumi Takabatake, Noël Miyazaki, Aisha Yamamoto, Nanami Ota, Mao Ono, Mina Horita e Moe Osaki. Black Lady foi intepretada por Mao Kawasaki e Shion Nakamaru.
Chibiusa não aparece na série live-action.

## Recepção e influência
A pesquisa oficial da popularidade dos personagens de Sailor Moon no Japão listou Chibiusa, Sailor Chibi Moon, Princess Lady Serenity e Black Lady como entidades separadas. Em 1993, dentre cinquenta escolhas, Chibiusa foi a personagem mais popular, Black Lady ficou na décima terceira colocação e Luna-P, um item de Chibiusa, ocupou a décima sétima posição. Em 1994, dentre cinquenta e uma escolhas, Sailor Chibi Moon foi a segunda personagem mais popular, Chibiusa ficou com a oitava posição e Luna-P em vigéssimo sexto.  No começo de 1996, com cinquenta e uma escolhas, Sailor Chibi Moon novamente ocupou a segunda colocação da lista, Chibiusa ficou na décima primeira coloção e Princess Lady Serenity, uma forma mais velha de Small Lady, foi a vigéssima quarta personagem mais popular.
Apesar disso, Chibiusa foi descrita por Jonathan Clements e Helen McCarthy como uma personagem impopular, pelo menos no anime.